# Santiago Forteza i Forteza
Santiago Forteza i Forteza   (Felanitx, 1914 - valor desconegut) va ser un doctor en medicina i cirurgia per la Universitat Central de Madrid i s'especialitzà en odontologia. Va ser director de l'Hospital Provincial de Palma des de l'any 1975 fins a l'any 1981. També fou president de l'Il·lustre Col·legi Oficial d'Odontòlegs i Estoatòlegs de Balears des de l'any 1984 fins a l'any 1988. Després va publicar diversos estudis sobre ondontologia.